# Stadio municipale Capital do Móvel
Lo stadio municipale Capital do Móvel (in portoghese Estádio Municipal Capital do Móvel) è uno stadio di calcio situato a Paços de Ferreira, in Portogallo. Ha una capienza di 9.076 posti e ospita le partite in casa del Paços de Ferreira.